# Louis-Gabriel-Ambroise de Bonald

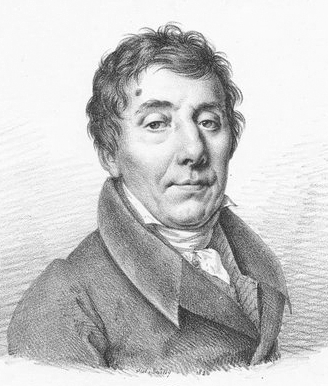
Louis-Gabriel-Ambroise de Bonald (1754–1840).

Louis-Gabriel-Ambroise de Bonald, Vicomte de (* 2. Oktober 1754 im Château le Monna bei Millau im heutigen Département Aveyron; † 23. November 1840 ebenda) war ein französischer Staatsmann und Philosoph. In seinen staatstheoretischen Werken vertrat Bonald einen politischen und kirchlichen Konservativismus und entwickelte sich so neben Joseph de Maistre (1753–1821) zu einem Vordenker der Ultraroyalisten während der Restauration der Bourbonen (1814–1830).

## Leben

### Herkunft und Ausbildung
Louis-Gabriel-Ambroise de Bonald „entstammte einer Familie alten französischen Landadels in der südlichen Provinz Rouergue“. Im Jahr 1769 trat er in das von der katholischen Bruderschaft der Oratorianer geleitete Kolleg in Juilly ein, einem im 18. Jahrhundert vom französischen Adel bevorzugten Internat östlich von Paris. Von 1774 bis zu deren Auflösung Ende 1776 absolvierte er eine militärische Ausbildung bei den Musketieren. Danach heiratete er am 22. Februar 1778 Elisabeth-Marguerite Guibal de Combescure (* 30. Juli 1754 in Vigan), die Tochter des Kavallerieoffiziers im Régiment de la Reine Henri de Combescures und Marguerite Rolland († 21. Januar 1826 im Château le Monna). Sein Sohn Louis-Jacques-Maurice de Bonald (1787–1870) wurde Kardinal.

### Politische Karriere
Am 6. Juni 1785 wurde Bonald – trotz seines vergleichsweise jungen Alters – zum Bürgermeister seiner Heimatstadt Millau gewählt. 1790, ein Jahr nach Ausbruch der Französischen Revolution, gelangte er im Zuge der Verwaltungsneugliederung Frankreichs als Präsident an die Spitze des Départements Aveyron. In der Folge der Constitution civile du clergé mit der anschließenden Verfolgung der den Staatseid verweigernden Priester trat er am 31. Januar 1791 zurück und ging kurze Zeit später gemeinsam mit seinen beiden älteren Brüdern nach Heidelberg, um sich der konterrevolutionären Emigrantenarmee des Prinzen von Condé anzuschließen. 1797 kehrte er nach Frankreich zurück, lehnte aber jedes Amt im Kaiserreich ab. 1815 wurde er Abgesandter der Ultraroyalisten. Er vertrat eine prononcierte Familien- und Autoritätspolitik mit dem Ziel der Wiedervereinigung von Staat und Kirche. Mit der Reformation sei Aufruhr und Individualismus in die Welt gekommen, Modernität sei Niedergang. In seinem 1806 veröffentlichten Artikel Sur les Juifs finden sich zudem diverse antijüdische Anschuldigungen (vermeintlicher Parasitismus, Staat im Staate etc.). „Die Restauration markiert den Höhepunkt seiner Karriere: 1816 wird der Vicomte in die Académie française aufgenommen, 1823 zum Pair de France ernannt. Man überträgt ihm die Leitung der Zensur. Doch 1830, mit der Julirevolution, ist alles vorbei. Er weigert sich, den Treueeid auf die neue Ordnung zu leisten, und verliert das Zensoramt sowie sämtliche Pensionen. Der Bürgerkönig Louis Philippe ist ihm eine verächtliche Figur. Der Rest ist Rückzug.“
Die Académie française vergab in ihrer Sitzung vom 25. Februar 1841 den infolge Louis-Gabriel-Ambroise de Bonalds Tod vakant gewordenen Platz an Jacques-François Ancelot.

## Werk und Stil
De Bonald veröffentlichte zahlreiche Bücher und Essays über Staat, Recht, Gesellschaft, Religion, Philosophie und Literatur. Ihr Impetus ist Enttäuschung über die Resultate der Französischen Revolution. Aber: „Wer unter einem Reaktionär sich einen Menschen vorstellt, der mit Schaum vor dem Mund auf die Gegenwart keift, wird hier eines Besseren belehrt“, schreibt Andreas Dorschel. „De Bonald ist ein Denker äußerster clarté. Dem Nebulösen gönnt er keinen Raum in seiner Prosa.“

## Schriften
- Œuvres complètes, 15 Bände. Paris 1817–1843, Neudruck Genf 1982, ISBN 2-05-100379-3
- Théorie du pouvoir politique et réligieux dans la société civile (1796)
- Essai analytique sur les lois naturelles de l’ordre social (1800)
- Du divorce considéré au XIXe siècle (1801)
- Législation primitive (1802)
- Pensées sur divers sujets (1817)
- Recherches philosophiques sur les premiers objets des connaissances morales (1818)
- Réflexions sur l’intérêt général de l’Europe (1815)
- Observations sur un ouvrage de Madame de Staël (1818)
- Mélanges littéraires, politiques et philosophiques (1819)
- Démonstration philosophique du principe constitutif de la société (1820)
- Législation primitive considérée par les lumières de la raison (1821)
- Opinion sur la loi relative à la censure des journaux (1821)
- De la chrétienté et du christianisme (1825)
- De la famille agricole et de la famille industrielle (1826)
- Discours sur la vie de Jésus-Christ (1834)